# Martha Masters

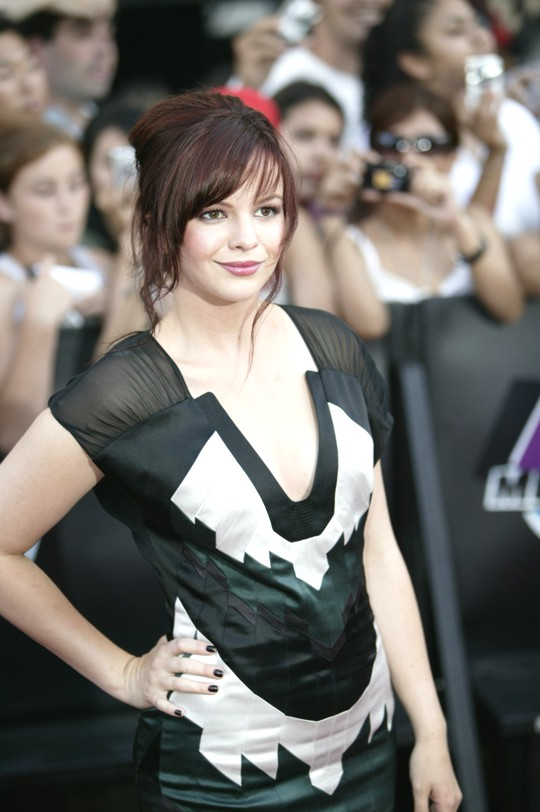
Amber Tamblyn en la alfombra roja

Martha M. Masters es un personaje de ficción de la serie House M. D.. Forma parte del equipo de Gregory House, al que se incorporó en la séptima temporada. Es interpretada por la actriz Amber Tamblyn. A pesar de no aparecer en los episodios finales de la séptima temporada y durante gran parte de la octava, regresó en el episodio final de la serie, "Everybody Dies"

## Biografía
Martha Masters es una estudiante de medicina de 25 años, a quien House contrata por obligación de Cuddy, en reemplazo de Trece. Se graduó a los 15 de distintas carreras universitarias (matemáticas e historia del arte) pero solo se encuentra en tercer año de medicina, aun así es contratada por ser una genio.
House pone a Masters a prueba ya que ella es la "genio" del grupo. Cuando se integra Taub se siente intimidado por su presencia en el grupo, debido a que pensó que esta no lo recordaba de una entrevista para Hopkins, pero luego se aclara que ella si lo recordaba.
Martha menciona que su padre es (o era) cátedra clásicas en la Universidad de Columbia. Él se enamoró de una estudiante de diecinueve años más joven que él. Martha vino del eventual matrimonio.

## Personalidad
Masters probablemente tiene síndrome de Asperger. Cuenta con aspectos éticos que a House no parecen agradarle, por ende, la pone a prueba. En el episodio "Family Practice", House amenaza con expulsar a Masters de la escuela de medicina si le dice a Cuddy o al médico de su madre acerca de cambiar su medicación. A pesar de ello, le informa a ambos grupos y aún conserva su puesto de trabajo. En el último capítulo en el que partcipa en la séptima temporada debe elegir entre decir la verdad o salvar la vida de una paciente mintiéndole (estilo House). Finalmente termina alterando resultados para conseguir amputar el brazo de la paciente mediante el consentimiento de los padres, ya que, era menor de edad. Luego de haber realizado el engaño, se siente devastada y le dice a House que lo hizo porque pensó que se sentiría mejor pero no fue así. Finalmente decide renunciar al equipo de House y abandonar el hospital Princeton-Plainsboro.
Vuelve a aparecer en el episodio final de la serie, "Everybody Dies", en donde declara que él le dio "el coraje para renunciar".